# Храм Баграта
Храм Багра́та — храм, возведённый в Кутаиси в правление Баграта III как главный собор объединённого Грузинского царства и освящённый в честь Успения Богородицы в 1003 году.
Величественный по размерам и пропорциям храм стал принципиально новым словом в истории закавказского зодчества, был пышно украшен резьбой и мозаиками и играл исключительную роль в средневековой истории Грузии. В частности, именно здесь был коронован Давид IV Строитель.
Во время нападения турок в 1691 году взрыв пороха разрушил кровлю и купол собора, впоследствии не восстанавливавшегося. В 1770 году артиллерия русского генерала Тотлебена уничтожила Кутаисскую крепость и всю восточную часть храма Баграта.
В 1994 году храм Баграта был внесён ЮНЕСКО в число объектов Всемирного наследия, в 2001 году передан Грузинской православной церкви, которая периодически проводила в руинах богослужения.

## Восстановление
После переизбрания на второй президентский срок Михаил Саакашвили на церемонии инаугурации пообещал воссоздать храм «в первоначальном виде». В ответ на критику со стороны искусствоведов и реставраторов президент заявил: «По этому вопросу я не изменю своего мнения. Баграти должен быть восстановлен и должен вновь предстать перед Грузией во всём своём великолепии».
В июле 2010 года ЮНЕСКО потребовало прекращения строительства на территории памятника и внесло его в Список всемирного наследия, находящегося под угрозой, но несмотря на это работы по реконструкции храма продолжились. Планировалось, что восстановление собора будет завершено осенью 2012 года. 17 июня 2012 года католикос-патриарх всея Грузии Илия II призвал прекратить ведущиеся работы и согласовать все детали восстановления со специалистами из ЮНЕСКО.
17 августа 2012 года на куполе храма Баграта установлен двухметровый бронзовый крест весом в 300 кг. Крест изготовлен по эскизу архитектора Вано Гремелашвили. Крест будет виден со всех точек Кутаиси. Присутствовавший на церемонии президент Михаил Саакашвили заявил, что восстановление храма была мечтой грузинского народа, а сам храм является символом единой Грузии.
В 2017 году ЮНЕСКО удалила собор Баграти из списка объектов Всемирного наследия, так как его реконструкция нанесла ущерб целостности и подлинности. Это решение сохраняет статус всемирного наследия у монастыря Гелати.